# Propilei
I Propilei (in greco antico: Προπύλαια?, Propýlaia) sono l'ingresso monumentale dell'acropoli di Atene. La loro costruzione ebbe inizio nel 437 a.C., e furono completati nel 432 a.C. Per estensione sono stati chiamati propilei anche altri monumenti dello stesso tipo.

## Etimologia
La parola προπύλαια (in latino propylaeum) è l'unione del prefisso πρό ("prima" o "di fronte a") coll'aggettivo πύλαιος, derivato di πύλη ("cancello"), e significa letteralmente "ciò che sta davanti al cancello"; il termine, però, è venuto a indicare semplicemente un edificio d'ingresso.

## Descrizione

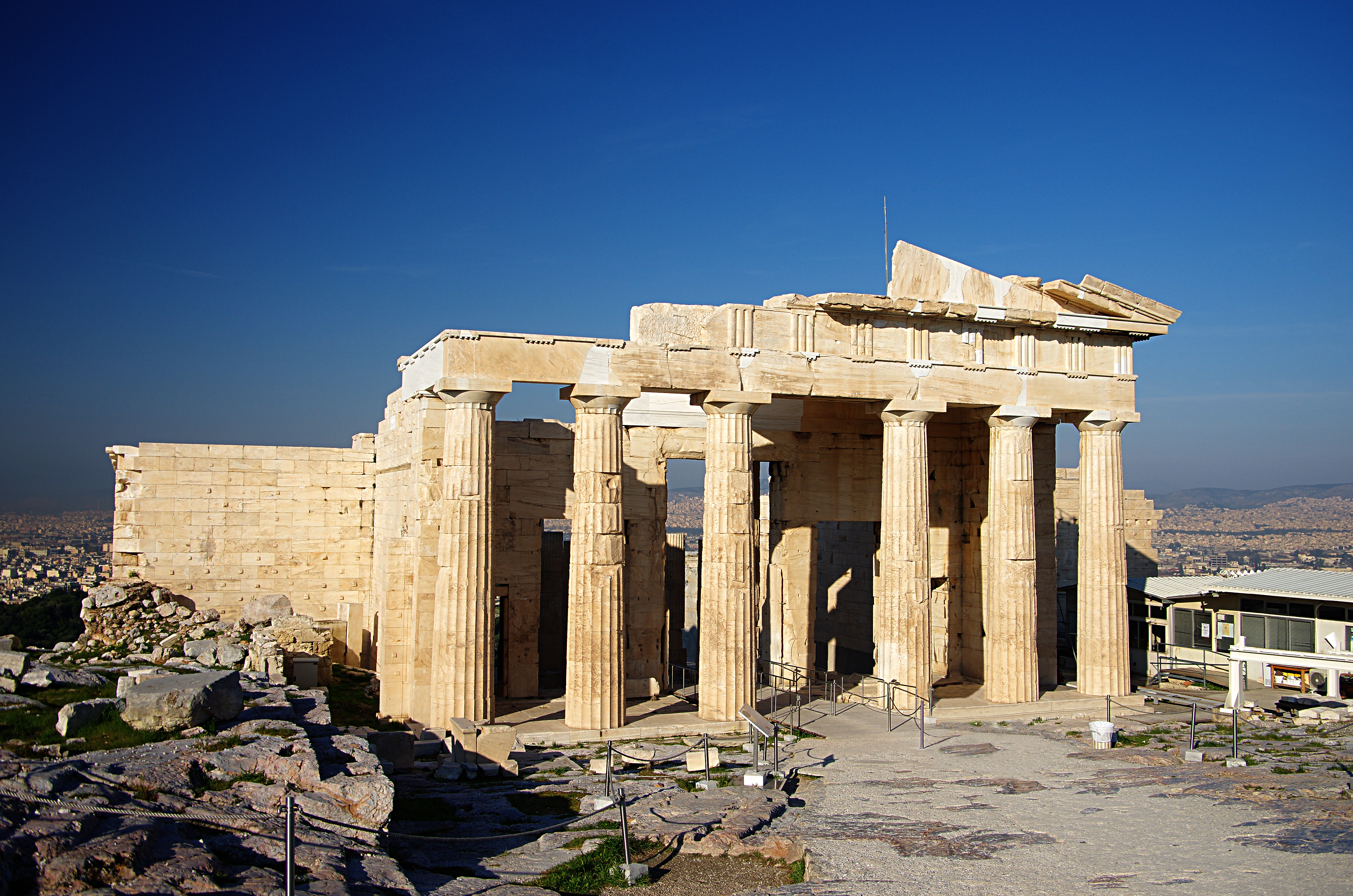
Fronte est dei propilei

I Propilei, di marmo pentelico bianco e pietra grigia di Eleusi, consistono di un corpo centrale con due ali laterali, una verso nord (detta Pinacoteca) e una verso sud (un semplice portico). All'interno dell'ala sud, i blocchi di marmo presentano ancora le bozze lasciate a rilievo per il sollevamento e la messa in opera, il che mostra come l'edificio non abbia mai ricevuto la pulitura finale.
La facciata del corpo centrale è ornata di sei colonne doriche simili in proporzione, ma non nelle dimensioni, a quelle del Partenone; la coppia centrale di colonne è più distanziata per lasciare più spazio al carro della processione delle Panatenee, solenne processione che si teneva ogni quattro anni il giorno genetliaco di Atena, il 28 del mese di ecatombeone corrispondente al mese luglio-agosto, in onore della dea Atena Poliàs (o Poliade), protettrice della città, alla quale la struttura faceva da sfondo.
All'esterno la struttura si presenta inequivocabilmente di stile dorico mentre all'interno vi sono colonne ed elementi di stile ionico. L'armonizzazione di questi due stili in un solo edificio necessita di grande abilità, e la perfetta integrazione in questo edificio va a tutto merito dell'architetto. Il progetto dovette superare notevoli difficoltà tecniche, dovute soprattutto al forte dislivello del passaggio. Il corpo centrale costituiva il vero e proprio ingresso, chiuso fra due facciate doriche con sei colonne. Dei quattro ambienti che dovevano occupare le due ali venne realizzato solo quello di nord-ovest, la Pinacoteca, dove erano raccolti quadri di soggetto mitologico.

## Storia

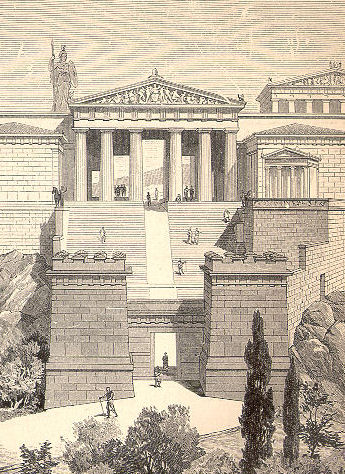
Disegno ottocentesco che ricostruisce l'aspetto che avrebbero potuto avere i Propilei intatti

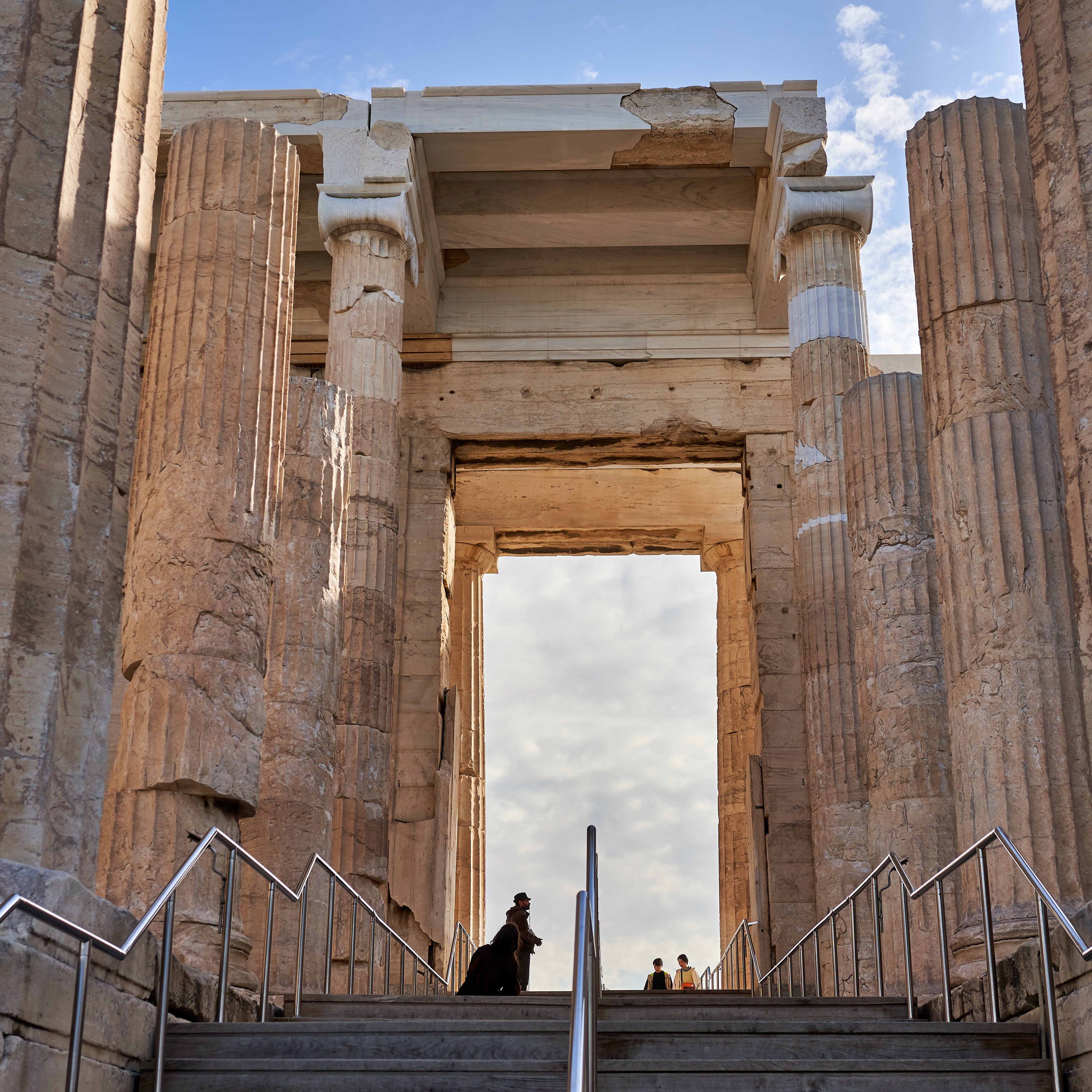
Le colonne ioniche dell'interno

I Propilei costituiscono fin dall'antichità l'accesso all'acropoli. Sorgono nel luogo in cui vi era prima l'ingresso delle fortificazioni micenee, poi di quelle di Pisistrato (metà del VI secolo a.C.) e infine di quelle costruite tra il 510 e il 480 a.C. Quest'ultimo ingresso fu distrutto nel 480 dai Persiani, venne riparato da Temistocle e da Cimone e infine fu smantellato per far posto ai Propilei attuali, che rientravano nei grandi lavori di rifacimento dell'acropoli promossi da Pericle.
I Propilei di Pericle furono eretti tra il 437 a.C. (Arpocrazione afferma che i lavori iniziarono sotto l'arcontato di Eutimene) e il 432 a.C. secondo l'audace progetto dell'architetto Mnesicle, ma nel 431 a.C., allo scoppio della guerra del Peloponneso, i lavori furono interrotti e mai portati a termine; secondo Eliodoro questi cinque anni di lavoro comportarono la spesa elevatissima di 2012 talenti.
Nel periodo medioevale i Propilei vennero fortificati, assumendo l'aspetto di un fortilizio. Sull'acropoli sorse un borgo fortificato.
I Propilei furono parzialmente distrutti nel 1640 da un'esplosione delle munizioni turche che vi erano depositate., causata dai bombardamenti veneziani dell'acropoli durante la guerra di Morea.
I primi restauri del 1909-1917 asportarono dai Propilei tutte le parti medievali e ottomane, che vennero distrutte.
Nel 1990 è iniziata un'opera di ristrutturazione dei propilei atta a correggere i problemi causati dalle precedenti restaurazioni (1909-1917). A seguito di ricerche sono stati eseguiti dei lavori sul marmo tra il 2002 e il 2009. Il restauro è andato avanti sino al 2015 con il ripristino di alcune colonne e del tetto che mostrano oggi un monumento molto più completo in termini di anastilosi.

## Influenza culturale
La struttura dei Propilei (in particolare la sezione centrale) è servita da modello in età neoclassica (XIX secolo) come alternativa al modello romano dell'arco di trionfo. Ve ne sono numerosi esempi in Germania, come i Propyläen nella Königsplatz di Monaco di Baviera, in Germania, costruita sotto il re Luigi I di Baviera, ma soprattutto alla Porta di Brandeburgo a Berlino.